# Valencia Street Circuit
Valencia Street Circuit je závodní okruh formule 1. Podobně jako okruhy Marina Bay Street Circuit a Circuit de Monaco je i španělský okruh závodní trať vedoucí městskými ulicemi. Jeho autorem je architekt Hermann Tilke.

## Vítězové v jednotlivých letech
| Rok  | Jezdec             | Konstruktér | Velká cena        | Výsledky |
| ---- | ------------------ | ----------- | ----------------- | -------- |
| 2012 | Fernando Alonso    | Ferrari     | Grand Prix Evropy | Výsledky |
| 2011 | Sebastian Vettel   | Red Bull    | Grand Prix Evropy | Výsledky |
| 2010 | Sebastian Vettel   | Red Bull    | Grand Prix Evropy | Výsledky |
| 2009 | Rubens Barrichello | Brawn       | Grand Prix Evropy | Výsledky |
| 2008 | Felipe Massa       | Ferrari     | Grand Prix Evropy | Výsledky |